# 诺伊马克 (萨克森州)
诺伊马克（德語：Neumark）是德国萨克森州的市镇，隶属于福格特兰县。总面积为17.31平方千米，截至2023年12月31日总人口为2,882人。